# Salpul
Salpul, Salpu o incluso Juan Salpú fue un cacique tehuelche septentrional o guennekenk. A fines del siglo XIX se alió a las tribus de Sayhueque, Inacayal y Foyel que eran los últimos jefes o caciques patagónicos que aún no habían reconocido al gobierno argentino durante la campaña de Julio Argentino Roca, para combatir al ejército que los perseguía. Algunos de los guerreros de Salpul fueron quienes persiguieron a John Daniel Evans en el Valle de los Mártires (Chubut). En 1897, en el valle del Arroyo Genoa (Hoy provincia del Chubut), secundado por un calcú (brujo) llamado Cayupil (Caypül), organizó un alzamiento «en nombre de Dios», según su propia versión, que pronto fue descubierto por las autoridades que se hicieron presentes junto con el gobernador Tello. Salpul fue apresado y enviado a Buenos Aires, pero pronto pudo regresar. Desde entonces unió a su gente con la tribu de Juan Sacamata de quien era pariente. Entre 1890 y 1900 ambos residieron en Nueva Lubecka situada en el mismo valle del Genoa. Murió unos años más tarde en Pastos Blancos.